# Viviane Castro
Viviane Castro es una modelo erótica, empresaria y actriz porno brasileña nacida en Goiânia (capital del estado de Goiás) el 29 de junio de 1983 y famosa internacionalmente por estar considerada como la primera garota que desfiló desnuda en el carnaval de Río (2008). Su madre, Gloria Castro, fue una conocida chica pin-up de los años 60.

## Salto a la fama
En febrero de 2008, los jueces del carnaval de Río descalifican a la escuela São Clemente por permitir que se presente totalmente desnuda (según la modelo, momentos antes del desfile, se le despegó el tapa-sexo, pero prefirió salir sin nada encima: «Me siento más a gusto y es más fresco»), infringiendo así la norma que prohíbe «la exhibición de los genitales, [aunque estos aparezcan] decorados y/o pintados».
Sin embargo, es durante el desfile de la escuela de samba del Grupo Especial X-9 en el sambódromo de Anhembí de São Paulo en 2009 cuando luce una caricatura de Barack Obama, pintada en el muslo izquierdo (en el derecho, lleva la de Lula da Silva), que le dan fama internacional.

## Nueva polémica
A finales de 2011, durante unas vacaciones en Dubái, decidió desafiar las leyes de los Emiratos Árabes paseando por las playas locales con un diminuto bikini brasileño.

## Filmografía
Jefa de producción
| Año  | Título original |
| ---- | --------------- |
| 2001 | Bah!            |
| 2002 | No Batida       |
| 2006 | Lótus           |

Actriz porno
| Año  | Título original                         | Director     | Intérpretes                                                                                               |
| ---- | --------------------------------------- | ------------ | --- |
| 2008 | He She Highway 8                        | Lenny Bruise | Maiti Caspari, Viviane Castro, Juliο Ferreira, Lana Ferreira, Alexia Nogueira, Kalena Riοs, Bia Stephanye |
| 2012 | Girls Who Like Guys Who Like Trannies 4 |              | Amanda Bourbom, Sandro Bullack, Viviane Castro, Alexia Nogueira, Anita Salοme                             |

## Revistas
- Luengo, Amalia (11-17 feb. 2008). «Carnaval: un cuerpazo de escándalo». Interviú (España) (1659).
- Ele Ela Μagazine (mar. 2008). Viviane Castro a musa do tapa-sexo (434). Brasil.
- Sexy Premium Μagazine (feb. 2009). Viviane Castro sem tapa-sexo. Brasil.